# Parafia św. Mikołaja w Oslo
Parafia św. Mikołaja – prawosławna parafia w Oslo, w eparchii brytyjsko-skandynawskiej Serbskiego Kościoła Prawosławnego. Istnieje od 1936 r.

## Historia parafii
Parafia została powołana w 1936 r. dla prawosławnych Rosjan żyjących w Oslo, z których część wyemigrowała z Rosji po rewolucji październikowej. Do 1952 r. była obsługiwana wyłącznie przez kapłanów przybyłych z Rosji. W kolejnych latach, pod wpływem emigracji zarobkowej z krajów bałkańskich, zaczęła zrzeszać wiernych z różnych krajów, w tym konwertytów narodowości norweskiej. Językami liturgicznym parafii są: cerkiewnosłowiański oraz norweski. Parafia do 2018 r. wchodziła w skład Zachodnioeuropejskiego Egzarchatu Parafii Rosyjskich (podlegającego Patriarchatowi Konstantynopolitańskiemu); następnie (2019 r.) przyjęła jurysdykcję Patriarchatu Serbskiego.

## Cerkiew parafialna

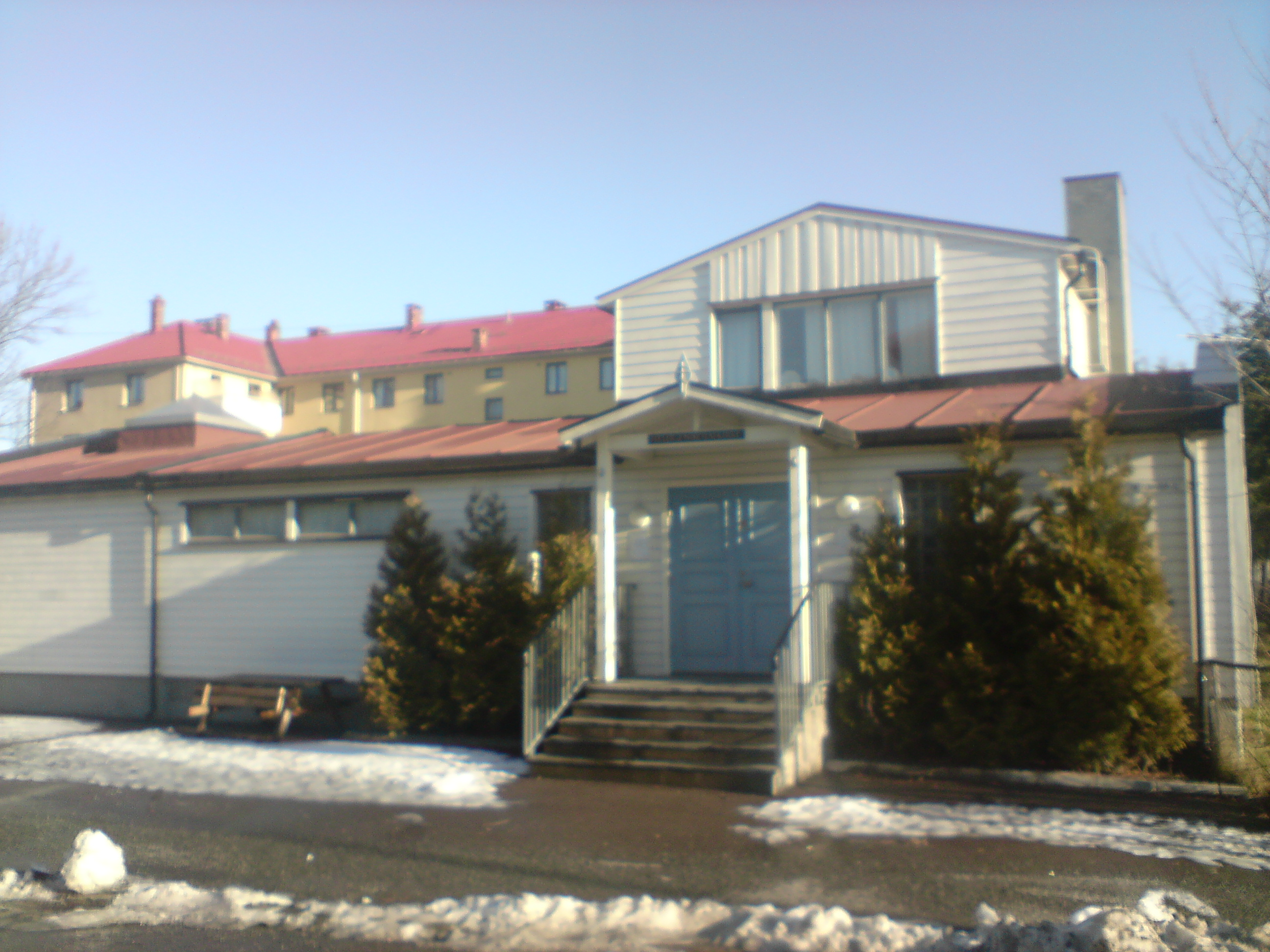
Dawna kaplica parafialna

Do 2015 r. parafia nie posiadała wolnostojącej cerkwi, nabożeństwa odbywały się w specjalnie zaadaptowanym do tego celu pomieszczeniu w budynku mieszkalnym.